# 하쿠나 마타타 - 지라니 이야기
"하쿠나 마타타 - 지라니 이야기"는 한국에서 제작된 이창규 감독의 2010년 다큐멘터리 영화이다. 임태종 등이 주연으로 출연하였다.

## 출연

### 주연
- 임태종
- 김재창
- 케냐 지라니 어린이 합창단
- 한국-케냐 지라니 스탭
- 정애리
- 이장호